# Alto Conselho de Estado (Argélia)
O Alto Conselho de Estado (em francês:  Haut Comité d'État) foi uma presidência coletiva criada pelo Conselho de Alta Segurança da Argélia em janeiro de 1992, após as eleições anuladas em dezembro de 1991, existindo até 30 de janeiro de 1994.

## Membros
Consistia inicialmente por:
- Mohamed Boudiaf (Partido da Revolução Socialista)
- Ali Kafi (FLN)
- Redha Malek, primeiro-ministro (de Julho de 1992)
- Major General Khaled Nezzar, ministro da Defesa
- Ali Haroun (FLN)
- Tedjini Haddam

O Presidente do Alto Conselho foi Mohamed Boudiaf de 16 de janeiro de 1992 até seu assassinato em 29 de junho de 1992. Ele foi sucedido como presidente por Ali Kafi até o Alto Conselho ser substituído pelo presidente Liamine Zéroual em janeiro de 1994.